# Panicum dinklagei
Panicum dinklagei är en gräsart som beskrevs av Carl Christian Mez. Panicum dinklagei ingår i släktet vipphirser, och familjen gräs. Inga underarter finns listade i Catalogue of Life.